# Burmanstorp

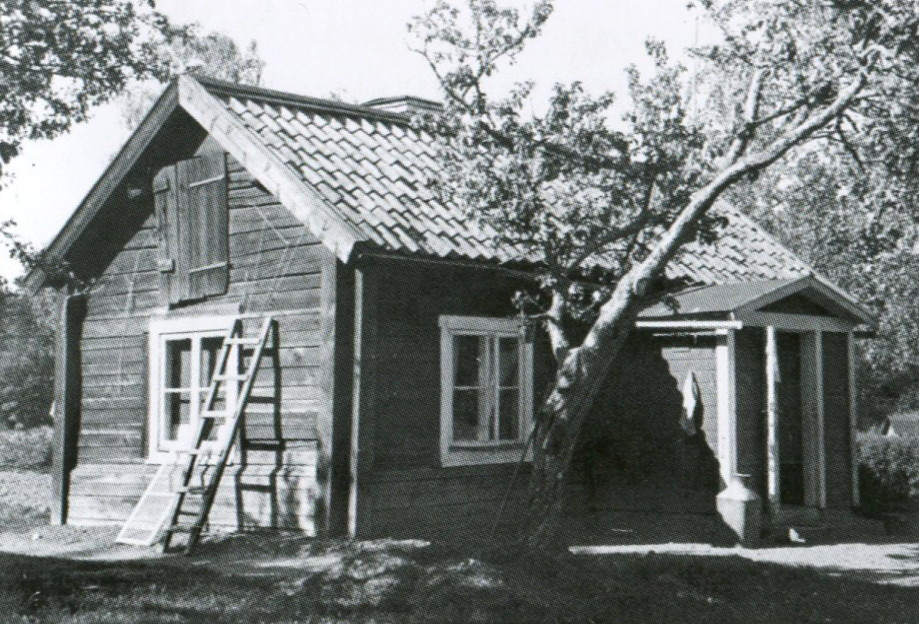
Burmanstorp på 1940-talet.

Burmanstorp var ett torp i nuvarande stadsdelen Larsboda i södra Stockholm. Torpet omtalas för första gången år 1675. År 1861 byggdes ett nytt torp vilket revs i mitten av 1960-talet för ett ge plats åt Televerkets förvaltningsbyggnader i Larsboda. Idag påminner Burmanstorpsberg och kvartersnamnet Burmanstorp om den tidigare gården.

## Historik

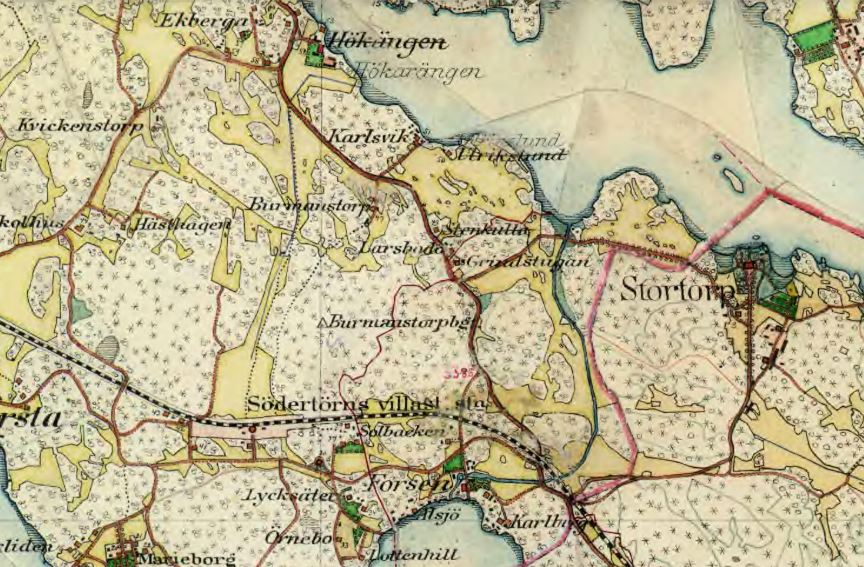
Området kring Burmanstorp, 1901.

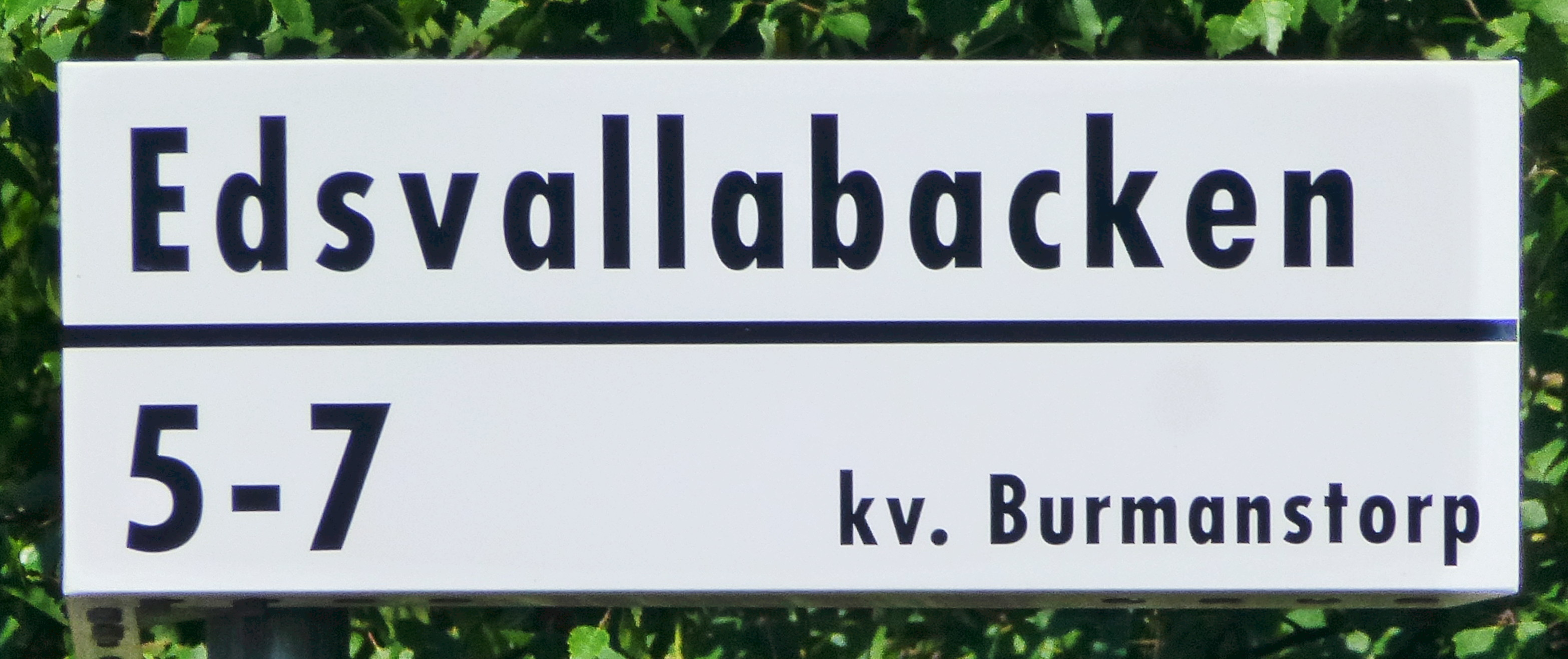
Gatuskylt: "kv. Burmanstorp".

Burmanstorp var ursprungligen torp under Farsta gård och nämns första gången i skriftliga handlingar år 1675. Torpet låg vid en avtagsväg en liten bit väster om landsvägen mot Dalarö, inte långt från sjön Drevviken. 
Namnet härrör från den första torparen som hette Olof Hindersson Burman, som skötte gården tillsammans med hustrun Anna. I ett mål om olaga ekavverkning år 1682 finns namnet Murmanstorp upptaget i handlingarna, men det var en felskrivning. Anna Burman blev änka år 1688. Efter Burman var Johan Mikaelsson torpare  1693, han var gift med Karin Andersdotter från Farsta. 
Under 1700- och 1800-talen växlade torparfamiljerna i rask takt fram till 1861 då man uppförde ett nytt torp med namnet Nya Burmanstorp. Gamla Burmanstorp revs 1869. Mellan 1881 och 1892 finns inga anteckningar om boende på Burmanstorpet.  Därefter kom åter en torparfamilj hit. Torpet var sedan bebott fram till mitten av 1960-talet, då det revs och marken bebyggdes med Televerkets förvaltningsbyggnader i Larsboda, vars fastighet bär namnet Burmanstorp 1.
Berget söder om  Burmanstorp uppkallades efter torpet Burmanstorpsberg. Det är 73 meter högt och på sin norra sida fortfarande obebyggt, medan det på södra sluttningen uppfördes punkthus, lamellhus och radhus under 1950-talets slut. Här återfinns idag Filipstadsbacken, Forsbackagatan och Persbergsbacken. Närmaste granngården sydöst om Burmanstorpet var Larsbodatorpet vars huvudbyggnad från 1788 finns kvar än idag och utgör numera stadsdelen Larsbodas äldsta bevarade byggnad.